# Theo Angelopoulos
Thódoros Angelópoulos, más conocido como Theo Angelopoulos (griego, Θόδωρος Αγγελόπουλος. Atenas; 27 de abril de 1935 - 24 de enero de 2012), fue un director de cine y guionista griego.

## Trayectoria
Uno de los cuatro hijos del matrimonio de Katerina y Spyros Angelópoulos, estudió Derecho en Atenas (1953-1957) y luego hizo, hasta 1960, el servicio militar, después de lo cual se fue a París. Allí ingresó a La Sorbona y asistió a cursos del Claude Lévi-Strauss, pero pronto abandonó esa universidad para estudiar en el IDHEC. En la capital francesa hace toda clase de trabajos para ganarse la vida, incluido el de guardia de seguridad. Sus estudios cinematográficos terminan abruptamente al final del primer curso, cuando es "expulsado por inconformista" y regresa a Grecia en 1963.
En Atenas —donde ese mismo año hará su primera incursión como director, al comenzar a rodar una película policíaca, Negro y blanco, que abandonará por falta de fondos—  trabajará como crítico de cine para el periódico izquierdista Dimokratiki Allaghi hasta que la Dictadura de los Coroneles lo cerró en 1967. 
Su segunda obra, también inacabada, la emprendió en 1965: Forminx Story, sobre el grupo de rock griego del mismo nombre ideada como promoción para la gira que este debería hacer en Estados Unidos. Pero la gira fue cancelada y la financiación no llegó. La primera película que terminó es un corto de 23 minutos, titulado Broadcast y que ganó el premio de la crítica en el Festival de Cine de Salónica 1968. 
El primer largometraje de Angelopoulos es Reconstrucción, de 1970. Premiada en los festivales de Salónica y Hyères, está basada en un hecho real: reconstruye un crimen perpetrado por una esposa y su amante. A esta le sigue, dos años más tarde, Días de 36, película política cuya historia transcurre poco antes de la instauración del régimen dictactorial de Ioannis Metaxás, que dio comienzo al fascismo griego. Rodada en plena dictadura de los coroneles, Angelopoulos traza en ella un paralelo —de manera implícita, indirecta, para escapar la censura— entre ambos regímenes, y muestra un gobierno débil, corrupto e incompetente, que tiene que recurrir al asesinato para solucionar la crisis desatada después que un parlamentario es tomado rehén por un exinformador de la policía. Este filme da comienzo a su trilogía histórica y, como los siguientes, fue galardonado internacionalmente. El viaje de los comediantes, estrenado en 1975, continúa la trilogía, que termina en 1977 con Los cazadores. 
Después, Angelopoulos realizó una decena de películas más, todas aplaudidas por la crítica especializada, y con participación internacional: Alejandro Magno (1980), mezcla de un suceso contra la dominación inglesa con la vida de un rebelde, ambos situados por él hacia 1900; Atenas (1983); Viaje a Cytera (1984); El apicultor (O Melissokomos, 1986); Paisaje en la niebla (1988); El paso suspendido de la cigüeña (To Meteoro Vima tou Pelargou, 1991); La mirada de Ulises (1995); La eternidad y un día (1998, en francés); Eleni (2004); y  El polvo del tiempo (2008)

## Valoraciones
En 1998, catorce años antes de su muerte, hizo Mia eoniotita kai mia mera (La eternidad y un día, que ganó la Palma de Oro en el Festival de Cannes). David Stratton de Variety escribió: "La eternidad y un día encuentra a Angelopoulos refinando sus temas y su estilo. Al igual que otros grandes realizadores cinematográficos en el pasado, ha explorado temas similares y reiteradamente. Angelopoulos ha ido evolucionando y llega a uno de sus viajes más lúcidos y emocionales hasta el momento".
"Ahora más que nunca, el mundo necesita cine. Puede que sea la última forma de resistencia ante el deteriorado mundo en el que vivimos. Al tratar de fronteras, límites, la mezcla de idiomas y culturas de hoy, intento buscar un nuevo humanismo, una nueva vía", declaró en una oportunidad Angelopolus. Su cine se caracteriza por el ritmo poético, fuertemente influenciado por la mitología griega, la tragedia y la épica clásicas, la iconografía y el ceremonial bizantino, así como, desde luego, la historia de Grecia y de los Balcanes, la moderna cultura pop griega, el teatro de marionetas y de variedades griego, como muestra de arte popular. La belleza de sus películas está a la altura de directores como Andréi Tarkovski, Michelangelo Antonioni o Ingmar Bergman. [cita requerida]
Su estilo se caracterizaba por narraciones pausadas, ambiguas y tomas largas; utilización de tiempos muertos, de planos secuencia y alteración del eje cronológico, con dilataciones del ritmo espacio-temporal. Entre sus temas destacan la inmigración y el regreso al país de origen. Colaboró a menudo con el director de fotografía Giorgos Arvanitis, la compositora Eleni Karaindrou y el guionista Tonino Guerra. 
Una cita del poeta griego Yorgos Seferis, que Angelopoulos utiliza en Alejandro Magno, refleja, según él, el espíritu de sus películas: "Desperté con esta cabeza de mármol en mis manos, que agota mis brazos y no sé donde dejarla".
Vivía en Atenas, con su esposa y socia, Phoebe, y sus tres hijas: Anna, Katerina y Eleni.
Murió el 24 de enero de 2012, cuando la motocicleta de un policía lo atropelló mientras filmaba su nueva película, El otro mar, en el barrio de Drapetsona, en Atenas. El director de 76 años, fue ingresado con graves heridas en un centro médico donde falleció a consecuencia de heridas internas y derrame cerebral poco después de ser trasladado.

## Filmografía
- Broadcast (I Ekpombi, 1968)
- Reconstrucción (Anaparastasis, 1970)
- Días de 36 (Meres tou '36, 1972)
- El viaje de los comediantes (O Thiassos, 1975)
- Los cazadores (I Kinighi, 1977)
- Alejandro Magno (O Megalexandros, 1980)
- Atenas (Athina, epistrofi stin Akropoli, 1983)
- Viaje a Cytera (Taxidi stin Kythera, 1984)
- El apicultor (O Melissokomos, 1986).[5]
- Paisaje en la niebla (Topio stin Omichli, 1988)
- El paso suspendido de la cigüeña (To Meteoro Vima tou Pelargou, 1991)
- La mirada de Ulises (To Vlemma tou Odyssea, 1995)
- La eternidad y un día (L’éternité et un jour, 1998)
- Eleni (Trilogía I: To Livadi pou dakryzei, (2004)
- El polvo del tiempo (Trilogía II: I skoni tou hronou, 2008)

### Como actor
- Un lugar en el cine - Dirigida por Alberto Morais. 2007

## Premios y distinciones
Festival Internacional de Cine de Cannes
| Año  | Categoría                   | Película                    | Resultado |
| ---- | --------------------------- | --------------------------- | --------- |
| 1975 | Premios FIPRESCI            | El viaje de los comediantes | Ganador   |
| 1984 | Mejor guion                 | Viaje a Cytera              | Ganador   |
| 1984 | Premios FIPRESCI            | Viaje a Cytera              | Ganador   |
| 1995 | Gran Premio del Jurado      | La mirada de Ulises         | Ganador   |
| 1995 | Premio de la Crítica        | La mirada de Ulises         | Ganador   |
| 1998 | Palma de Oro                | La eternidad y un día       | Ganador   |
| 1998 | Premio del Jurado Ecuménico | La eternidad y un día       | Ganador   |

Festival Internacional de Cine de Venecia
| Año  | Categoría                                                 | Película             | Resultado |
| ---- | --------------------------------------------------------- | -------------------- | --------- |
| 1980 | León de Plata - Gran Premio del Jurado                    | Alejandro el Grande  | Ganador   |
| 1980 | Premio FIPRESCI                                           | Alejandro el Grande  | Ganador   |
| 1988 | León de Plata                                             | Paisaje en la niebla | Ganador   |
| 1988 | Premio de los Estudiantes de la Universidad 'La Sapienza' | Paisaje en la niebla | Ganador   |

- Premio de la Crítica en el Festival de Cine de Salónica 1968 por Broadcast
- Premio al Mejor Director y Premio de la Crítica en el Festival de Cine de Salónica 1970 por Reconstrucción
- Premio Georges Sadoul 1971 a la mejor película del año mostrada en Francia por Reconstrucción
- Premio a la mejor película extranjera en el  Festival de Cine de Hyères 1971 por Reconstrucción
- Premio al Mejor Director y Premio de la Crítica en el Festival de Cine de Salónica 1972 por Días de 36
- Premio FIPRESCI en el Festival de Berlín por Días de 36
- Premio a la Mejor Película, al Mejor Director, al Mejor Guion y Premio de la Crítica en el Festival de Cine de Tesalónica 1975 por El viaje de los comediantes
- Premio Interfilm Forum en el Festival de Berlín 1975 por El viaje de los comediantes
- Premio a la Mejor Película del Año 1976, British Film Institute por El viaje de los comediantes
- Premio de la Crítica Italiana a  la Mejor Película del Mundo 1970-1980 por El viaje de los comediantes
- Gran Premio de las Artes, Japón por El viaje de los comediantes
- Premio a la Mejor Película del Año 1976 en Japón por El viaje de los comediantes
- Premio Edad de Oro, Bruselas por El viaje de los comediantes
- Premio Hugo de Oro a la mejor película en el Festival de Cine de Chicago 1978 por Los cazadores
- Premio de la Crítica en el Festival de Río por Viaje a Cytera
- Premio Felix 1989 a la mejor película europea del año por Paisaje en la niebla
- Premio Hugo de Oro al Mejor Director por Paisaje en la niebla
- Placa de Plata a la mejor cinematografía en el Festival de Cine de Chicago por Paisaje en la niebla
- Premio Felix de la Crítica a la Película del Año 1995 por La mirada de Ulises
- Premio Terenci Moix a la Trayectoria Cinematográfica 2011[12]